# Shimazu

Ättens emblem

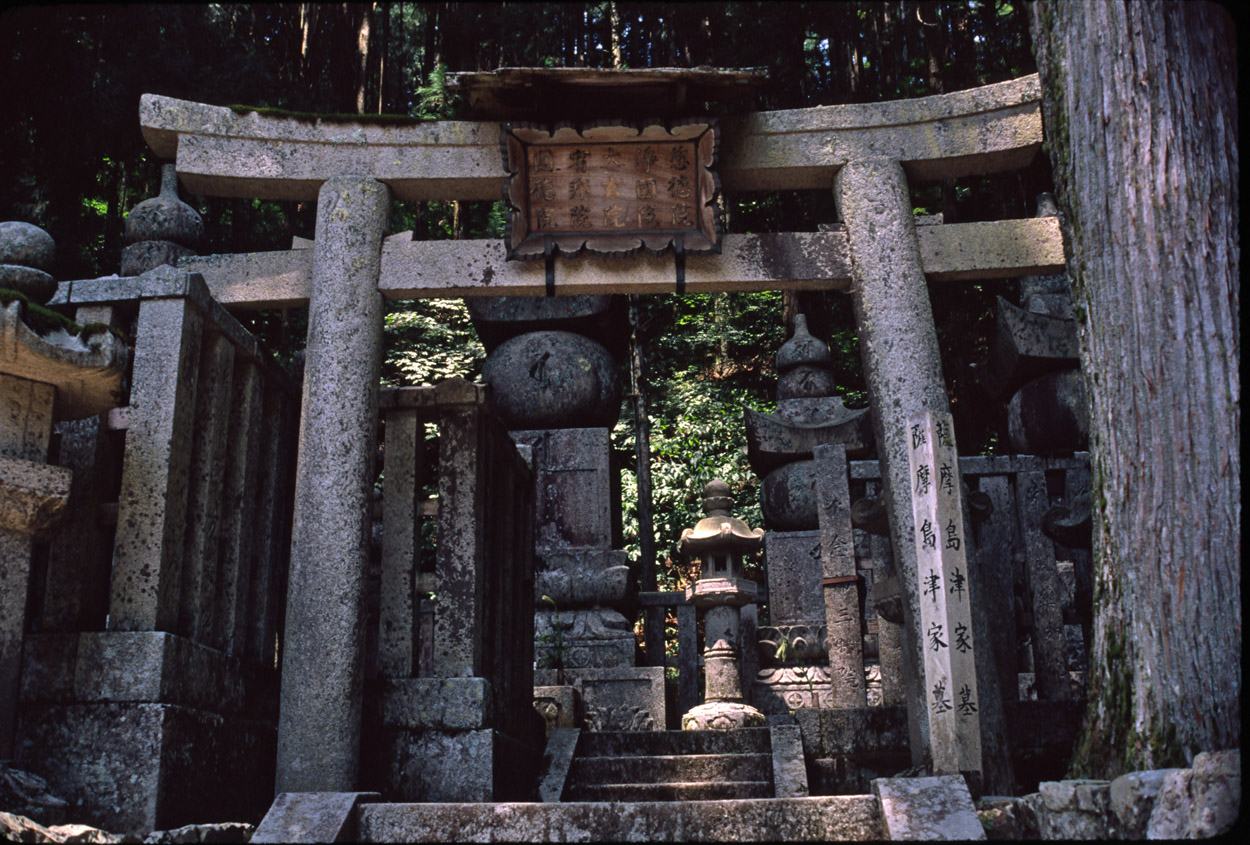
Ingång till släktens gravplatser på berget Koya

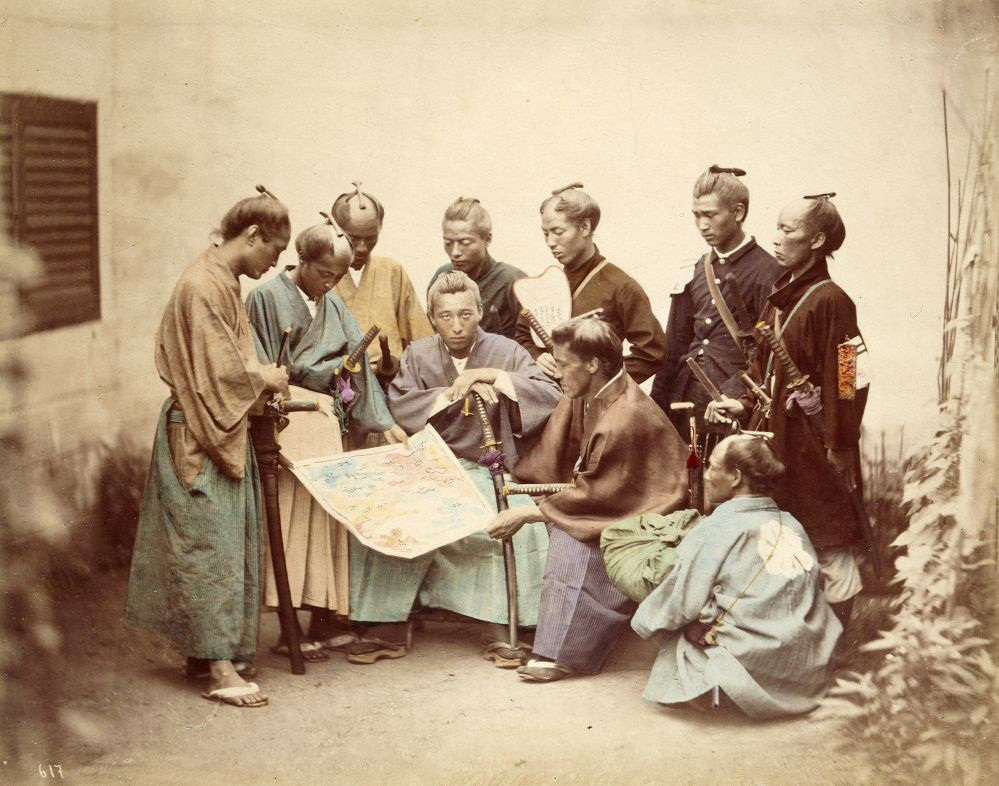
Samurajer från Shimazu-ätten under boshinkriget

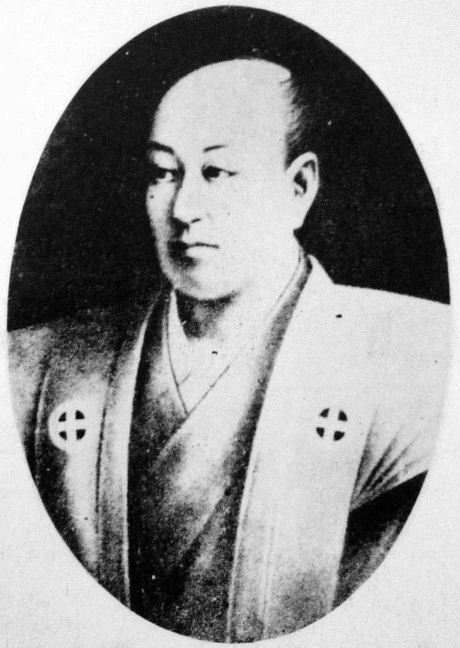
30. Shimazu Nariakira

Ätten Shimazu (島津氏) var länsherrar (daimyō) över provinserna Satsuma, Ōsumi och Hyūga i Japan från 1200-talet till slutet av 1800-talet. De hörde till Seiwa Genji-grenen av klanen Minamoto. Grundaren, Shimazu Tadahisa (död 1227), var son till shogun Minamoto no Yoritomo (1147–1199) och dennes gemål, som var syster till Hiki Yoshikazu. Tadahisas gemål var dotter till Koremune Hironobu av Hata-klanen, ett namn som också Tadahisa inledningsvis använde.
Shimazu Tadahisa fick området Shioda i provinsen Shinano som förläning (han) 1186 och blev sedan utnämnd till shugo för provinsen Satsuma. Han sände Honda Sadachika att göra anspråk på provinsen i sitt namn och följde Yoritomo på dennes expedition till Mutsu 1189. Han tog sig till Satsuma 1196, lade under sig provinserna Hyūga och Ōsumi och lät bygga ett slott i området Shimazu (Hyuga), vars namn han sedan kom att använda som sitt släktnamn.
Ätten skulle komma att bli en av de få daimyō-ätter som innehade sitt område oavbrutet från Kamakura- till Edoperioden, och familjen var också som mäktigast den rikaste tozama-familjen, men en inkomst på över 700 000 koku.
Det var Shimazu-ätten som, med Tokugawa Ieyasus goda minne, invaderade Kungariket Ryukyu (dagens Okinawa prefektur) 1609. Shimazu Hisamitsu, den 31:e daimyōn (släktens näst näst siste), fick titeln kazoku, en ärftlig hederstitel använd från 1869 till 1947. Den idag regerande japanske kejsaren, Akihito, är släkt med familjen Shimazu på sin mors sida.

## Medlemmar

### Successionsordning
1. Shimazu Tadahisa
2. Shimazu Tadatoki
3. Shimazu Hisatsune
4. Shimazu Tadamune
5. Shimazu Sadahisa
6. Shimazu Morohisa
7. Shimazu Ujihisa
8. Shimazu Yuihisa
9. Shimazu Motohisa
10. Shimazu Hisatoyo
11. Shimazu Tadakuni
12. Shimazu Tachihisa
13. Shimazu Tadamasa
14. Shimazu Tadaosa
15. Shimazu Tadataka
16. Shimazu Katsuhisa
17. Shimazu Takahisa
18. Shimazu Yoshihisa
19. Shimazu Yoshihiro
20. Shimazu Tadatsune
21. Shimazu Mitsuhisa
22. Shimazu Tsunataka
23. Shimazu Yoshitaka
24. Shimazu Tsugutoyo
25. Shimazu Munenobu
26. Shimazu Shigetoshi
27. Shimazu Shigego
28. Shimazu Narinobu
29. Shimazu Nariaki
30. Shimazu Nariakira
31. Shimazu Hisamitsu
32. Shimazu Tadayoshi
33. Shimazu Tadashige

### Andra medlemmar
- Shimazu Sanehisa

### Betydelsefullavasaller
- Ijuin Tada'aki
- Ijuin Tada'ao
- Ijuin Tadamune
- Ijuin Tadazane
- Yamada Arinobu
- Yamada Arinaga
- Saigō Takamori
- Shō Nei, kung av Ryūkyū
- Shō Tai, kung av Ryūkyū